# Shyam Selvadurai

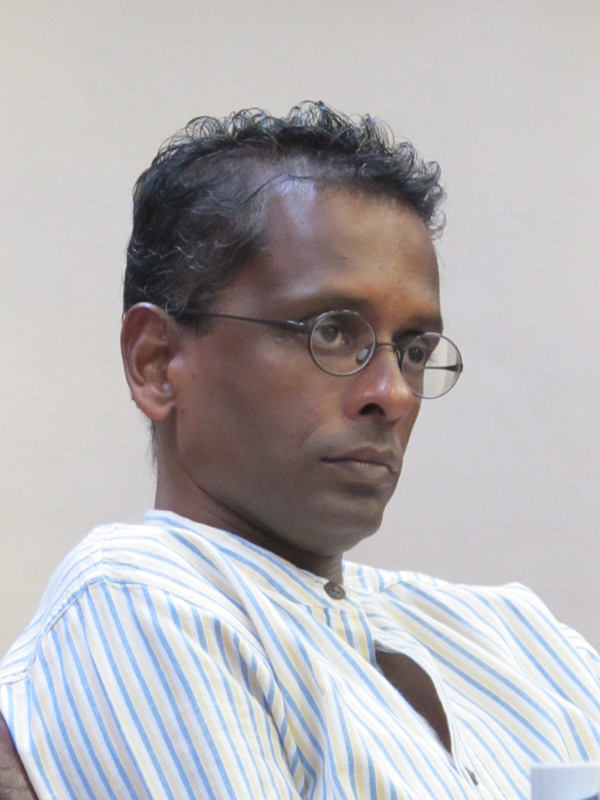
Shyam Selvadurai (2011)

Shyam Selvadurai (* 12. Februar 1965 in Colombo, Ceylon) ist ein sri-lankisch-kanadischer Autor.
Er ist tamilisch-singhalesischer Abstammung und Christ. 1984 zog er mit seiner Familie nach Kanada. Selvadurai erhielt den BFA an der York University und lebt heute in Toronto.
Mit seinem 1994 veröffentlichten Roman Funny Boy errang Selvadurai den Books in Canada First Novel Award. Für den 2005 veröffentlichten Roman Swimming in the Monsoon Sea erhielt er den Lambda Literary Award in der Kategorie Literatur für Kinder und Jugendliche.

## Werke
- Funny Boy. McClelland and Stewart, Toronto, 1994
  - Übers. Christiane Mothes: Funny Boy. Roman. Bollmann, Mannheim, 1996
- Cinnamon Gardens, Toronto: McClelland and Stewart, 1998
  - Übers. Matthias Müller: Die Zimtgärten. Kiepenheuer & Witsch, 2000
- Swimming in the Monsoon Sea. Tundra Books, 2005
- The Hungry Ghosts. Doubleday Canada, 2013.
- Mansions of the Moon. Knopf Canada, Toronto, 2022, ISBN 978-0-7352-8063-2.

## Ehrungen und Preise
für Funny Boy
- Lambda Literary Award für Best Gay Male Novel, 1996
- Amazon.ca First Novel Award, 1994

für Swimming in the Monsoon Sea
- Lambda Literary Award in der Kategorie Literatur für Kinder und Jugendliche, 2005